# Phylacteophaga froggatti
Phylacteophaga froggatti är en stekelart som beskrevs av Edgar F. Riek 1955. Phylacteophaga froggatti ingår i släktet Phylacteophaga och familjen Pergidae. Inga underarter finns listade i Catalogue of Life.

## Bildgalleri

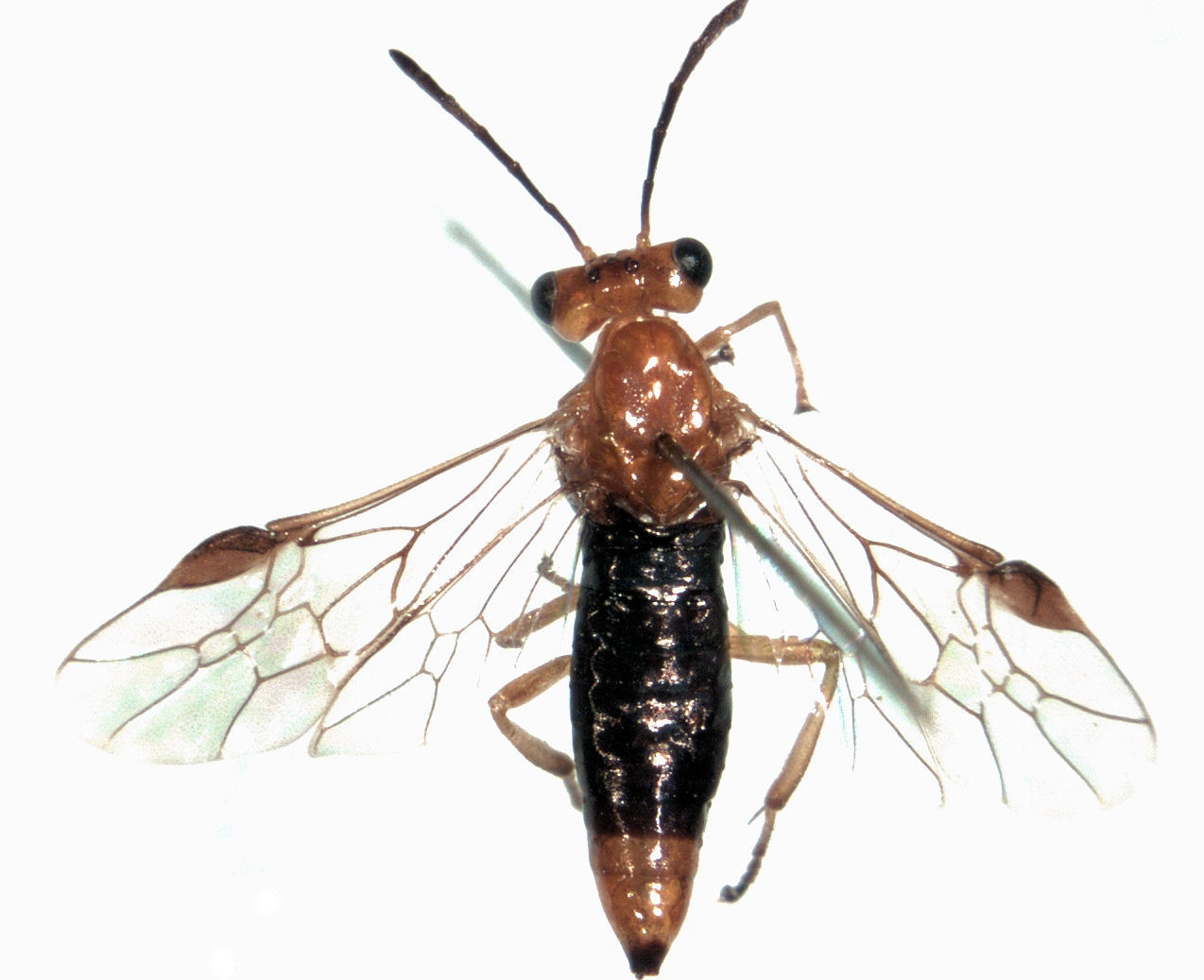
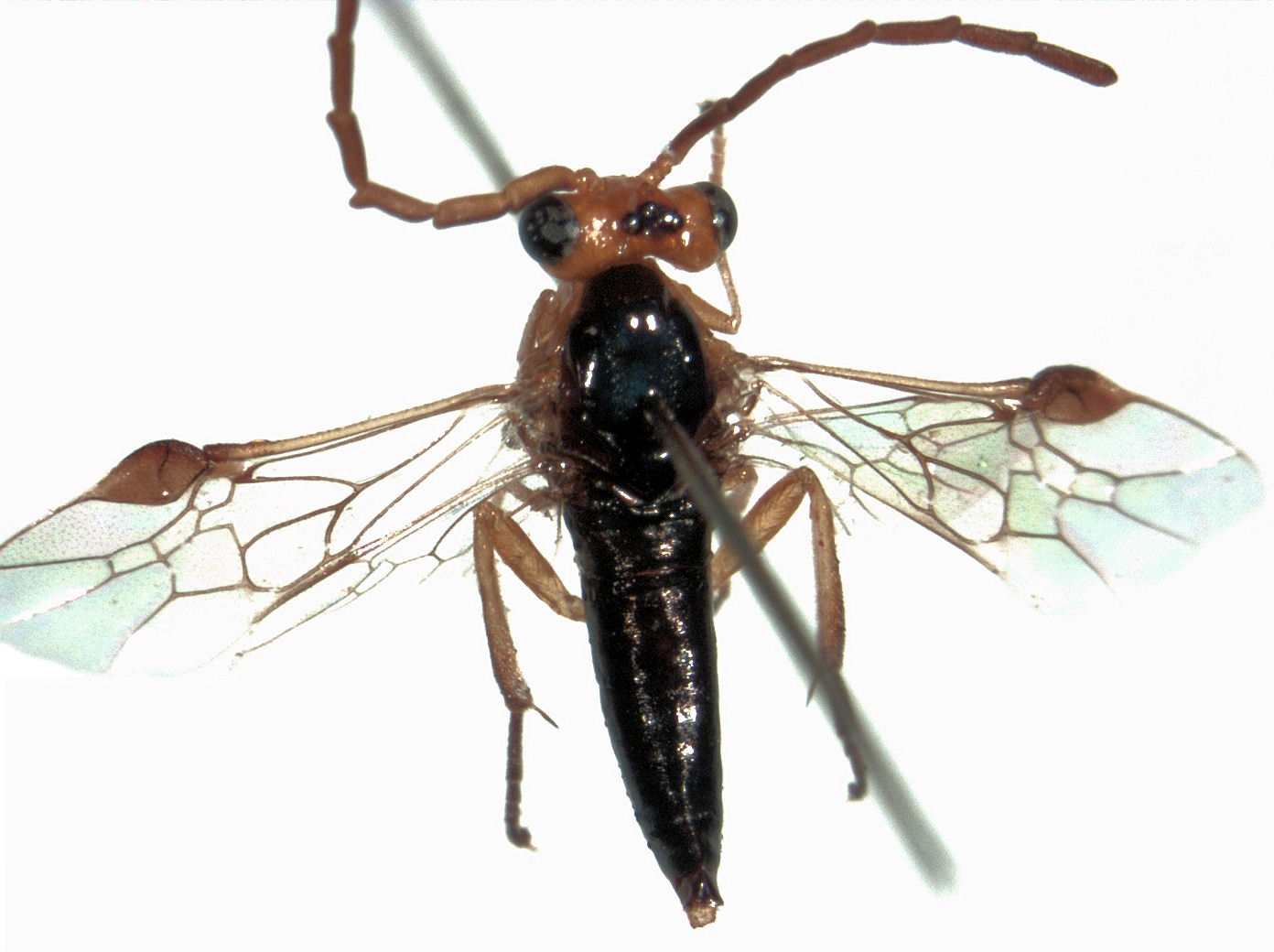